# Saint-Mary-le-Plain

Saint-Mary-le-Plain este o comună în departamentul Cantal, Franța. În 1 ianuarie 2022 avea o populație de 186 de locuitori.